# Käte Friedemann
Käthe Auguste „Käte“ Friedemann (* 1. November 1874 in Berlin; † nach 1949) war eine deutsche Literaturwissenschaftlerin. Sie war die Verfasserin des im Bereich der Erzähltheorie und Narratologie vielzitierten Werks Die Rolle des Erzählers in der Epik (1910). Ein Vorabdruck unter dem Titel Untersuchungen über die Stellung des Erzählers in der epischen Dichtung erfolgte 1908 in der Zeitschrift für Ästhetik und Allgemeine Kunstwissenschaft von Max Dessoir.

## Leben
Käte Friedemanns Vater war der Rechtsanwalt und Notar Edmund Friedemann (1847–1921), der sich auch schriftstellerisch und als Mitglied der Deutschen Freisinnigen Partei politisch betätigte. Unter anderem war er 1890 mit Heinrich Rickert Initiator des Vereins zur Abwehr des Antisemitismus und von 1886 bis 1914 Berliner Stadtverordneter. Ihre Mutter Auguste geb. Szkolny (1849–1903) gehörte zu den Mitbegründerinnen des Pestalozzi-Fröbel-Hauses. Ihre jüngeren Brüder Ulrich (1877–1949) und Max (1881–1978) waren Mediziner und emigrierten später in die USA; Ulrich war Professor für Bakteriologie und Leiter der Infektionsabteilung am Rudolf-Virchow-Krankenhaus, Max war Psychotherapeut und leitender Arzt im Sanatorium von Oskar Kohnstamm. Ihre Schwester Eva (1880–1942), eine Sopranistin, blieb in Berlin und wurde in Auschwitz ermordet.
Käte Friedemann besuchte ab 1891 die von Arnold Breymann geleitete Privatschule für Mädchen „Neu-Watzum“ in Wolfenbüttel und studierte von Mai 1905 bis November 1907 an der Universität Bern. Dort wurde sie am 15. November 1907 bei Oskar Walzel mit ihrer Arbeit Untersuchungen über die Stellung des Erzählers in der epischen Dichtung promoviert.
Danach lebte sie wieder in Berlin. Wie mehrere andere Familienmitglieder konvertierte sie zum römisch-katholischen Glauben. Mitte der 1930er Jahre emigrierte sie nach Palästina. Sie lebte in Jerusalem und schrieb Romane, die sie aber nie veröffentlichte. Möglicherweise übersiedelte sie Ende der 1940er Jahre in die USA.
Friedemanns wissenschaftliche Publikationen stehen vor allem im Kontext der um 1910 neu ausgerichteten besonders lebhaft werdenden Romantik-Forschung.

## Werke
Monographien
- Untersuchungen über die Stellung des Erzählers in der epischen Dichtung. Union Deutsche Verlagsgesellschaft, Stuttgart 1908 (Digitalisat)
- Die Rolle des Erzählers in der Epik. H. Haessel, Leipzig 1910 (= Untersuchungen zur neueren Sprach- und Literaturgeschichte N. F. Heft 7)

Herausgeberschaft
- Hans Jakob Christoffel von Grimmelshausen: Der abenteuerliche Simplicissimus. Mit einer Einführung von Käte Friedemann. Propyläen-Verlag, Berlin [1922]
- Louisa Staehelin: Vom Sturme verweht. Eindrücke und Schicksale einer Schweizerin in Russland 1914–1920. Deutsche Ausg. unter Mitw. v. Dr. Käte Friedemann. E. H. Mayer, Leipzig 1924

Aufsätze
- Untersuchungen über die Stellung des Erzählers in der epischen Dichtung. In: Zeitschrift für Ästhetik und allgemeine Kunstwissenschaft, 3 (1908), S. 512–561 (Digitalisat)
- Otto Ludwig im Rahmen seiner Zeit. In: Zeitschrift für den deutschen Unterricht, 27 (1913), S. 119 ff.
- Ethik und Weltanschauung. In: Zeitschrift für den deutschen Unterricht, 27 (1913), S. 561 ff.
- Der Erzähler in der epischen Dichtung. In: Zeitschrift für den deutschen Unterricht, 27 (1913), S. 833 ff.
- Der Staat in der romantischen Weltanschauung. In: Nord und Süd, 153 (1915), S. 293–297 (PDF)
- Das Erkenntnisproblem in der deutschen Romantik. In: Archiv für systematische Philosophie, 1916, S. 258–274 (Digitalisat), 291–310 (Digitalisat), 1917, S. 23–48 (Digitalisat)
- Die romantische Sehnsucht. In: Zeitschrift für den deutschen Unterricht, 30 (1916), S. 353–362
- Der Tod in der romantischen Weltanschauung. In: Nord und Süd, 160 (1917), S. 191–198 (PDF)
- Die romantische Ironie. In: Zeitschrift für Ästhetik und allgemeine Kunstwissenschaft, 13 (1919), S. 270–282 (Digitalisat)
- Von den drei Stufen des Sittlichen. In: Nord und Süd, 174 (1920), S. 305–313 (PDF)
- Die romantische Kunstanschauung. In: Zeitschrift für Ästhetik und allgemeine Kunstwissenschaft, 18 (1925), S. 487–525 (Digitalisat)
- Die Religion der Romantik. In: Philosophisches Jahrbuch der Görres-Gesellschaft, 38 (1925), S. 118–140 (Digitalisat), 249–276 (Digitalisat), 345–373 (Digitalisat)
- Vom Wesen des romantischen Geistes. In: Die christliche Frau, Juni 1926, S. 176 f.
- Der Todesweg Heinrich v. Kleists. In: Die christliche Frau, Oktober 1926, S. 299–309
- Der Begriff der Sünde. In: Philosophisches Jahrbuch der Görres-Gesellschaft, 39 (1926), S. 253–262 (Digitalisat)
- Henrik Ibsen und das Christentum. In: Philosophisches Jahrbuch der Görres-Gesellschaft, 41 (1928), S. 133–154 (Digitalisat)
- Das Symbolische im Werke Henrik Ibsens. In: Zeitschrift für Ästhetik und allgemeine Kunstwissenschaft, 23 (1929), S. 43–53 (Digitalisat)
- Zwei Pole des Menschlichen. In: Archiv für systematische Philosophie und Soziologie, 1929, S. 263–268 (Digitalisat)
- Antike und Mittelalter im Lichte der Romantik. In: Philosophisches Jahrbuch der Görres-Gesellschaft, (44) 1931, S. 93–105 (Digitalisat), 227–239 (Digitalisat)
- Das Gespenst des Relativismus. In: Philosophisches Jahrbuch der Görres-Gesellschaft, (45) 1932, S. 18–34 (Digitalisat)
- Die ethischen Anschauungen der deutschen Romantik. In: Philosophisches Jahrbuch der Görres-Gesellschaft, 45 (1932), S. 347–360 ([Die ethischen Ansch Digitalisat]), 468–482 ([Die ethischen Ansch Digitalisat])
- Das Wesen der Liebe im Weltbilde der Romantik. In: Philosophisches Jahrbuch der Görres-Gesellschaft, 48 (1935), S. 342–355 (Digitalisat)
- Zur Psychologie des Nationalismus. In: Orient [Haifa], 3 (1942) 17, 24. Juli 1942, S. 13–15

Rezensionen
- zu Hermann Friedmann: Die Welt der Formen. In: Philosophisches Jahrbuch der Görres-Gesellschaft, (40) 1927, S. 460–463
- zu Émile Baumann: Der heilige Paulus. In: Philosophisches Jahrbuch der Görres-Gesellschaft, 41 (1928), S. 377–379
- zu Eva Fiesel: Die Sprachphilosophie der deutschen Romantik. In: Philosophisches Jahrbuch der Görres-Gesellschaft, 41 (1928), S. 498–502
- zu Karl Löwith: Kierkegaard und Nietzsche oder philosophische und theologische Überwindung des Nihilismus.. In: Philosophisches Jahrbuch der Görres-Gesellschaft, (47) 1934, S. 519–521
- zu Hans Eibl: Vom Sinn der Gegenwart. In: Philosophisches Jahrbuch der Görres-Gesellschaft, (47) 1934, S. 521–523